# Ларрибар-Сорапюрю
Ларриба́р-Сорапюрю́ (фр. Larribar-Sorhapuru) — коммуна во Франции, находится в регионе Аквитания. Департамент — Атлантические Пиренеи. Входит в состав кантона Пеи-де-Бидаш, Амикюз и Остибар. Округ коммуны — Байонна.
Код INSEE коммуны — 64319.

## География
Коммуна расположена приблизительно в 670 км к юго-западу от Парижа, в 175 км южнее Бордо, в 55 км к западу от По.
На западе коммуны протекает река Бидуз.

### Климат
Климат тёплый океанический. Зима мягкая, средняя температура января — от +5°С до +13°С, температуры ниже −10 °C бывают редко. Снег выпадает около 15 дней в году с ноября по апрель. Максимальная температура летом порядка 20-30 °C, выше 35 °C бывает очень редко. Количество осадков высокое, порядка 1100 мм в год. Характерна безветренная погода, сильные ветры очень редки.

## Население
Население коммуны на 2010 год составляло 190 человек.
| 1962 | 1968 | 1975 | 1982 | 1990 | 1999 | 2010 |
| ---- | ---- | ---- | ---- | ---- | ---- | ---- |
| 248  | 214  | 235  | 230  | 242  | 186  | 190  |

## Администрация
| Период | Период | Фамилия           | Партия | Примечания |
| ------ | ------ | ----------------- | ------ | ---------- |
| 1995   | 2008   | Жан-Пьер Эчеберри |        |            |
| 2008   | 2020   | Даниэль Эгеро     |        |            |

## Экономика
В 2010 году среди 106 человек трудоспособного возраста (15-64 лет) 82 были экономически активными, 24 — неактивными (показатель активности — 77,4 %, в 1999 году было 61,7 %). Из 82 активных жителей работали 78 человек (41 мужчина и 37 женщин), безработных было 4 (0 мужчин и 4 женщины). Среди 24 неактивных 5 человек были учениками или студентами, 12 — пенсионерами, 7 были неактивными по другим причинам.

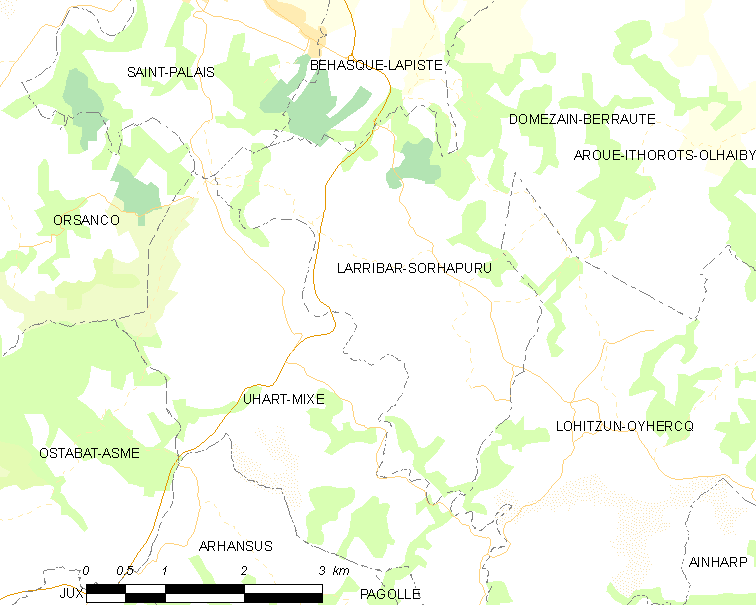
Карта коммуны